# 澳洲河鯡
澳洲河鯡（學名：Potamalosa richmondia）為輻鰭魚綱鲱形目鲱科的其中一種，分布於澳洲南部的淡水流域，體長可達32公分，棲息在水質清澈，水流緩慢或靜止的溪流、河口區，屬肉食性，以蠕蟲、昆蟲、甲殼類等為食。

## 擴展閱讀
維基物種上的相關：澳洲河鯡